# Feine Armleuchteralge
Die Feine Armleuchteralge (Chara virgata, Synonym: Chara delicatula C.A.Agardh) ist eine monözische Art aus der Familie der Armleuchteralgen (Characeae).

## Vorkommen
Die Feine Armleuchteralge kommt in oligotrophen bis mesotrophen Klarwasserseen vor, die kalkarm sind und häufig im sauren Bereich liegen. Sie ist in solchen Landschaften verbreitet, deren Klima für die Moorbildung förderlich ist. Vor allem ist dies das Norddeutsche Tiefland, aber auch Teile Frankreichs, Schottlands und Irlands. Sonst kommt die Alge auch oft in Polen, Norwegen und Schweden vor. Ihr Verbreitungsareal reicht von der Iberischen Halbinsel bis nach Sibirien und Nordamerika. Einige Vertreter sollen auch in Indien vorkommen. Ihre Bestände sind vor allem durch die zunehmende Eutrophierung der Gewässer bedroht. Die Feine Armleuchteralge ist zudem seltener als die nahe Verwandte Zerbrechliche Armleuchteralge (Chara globularis).

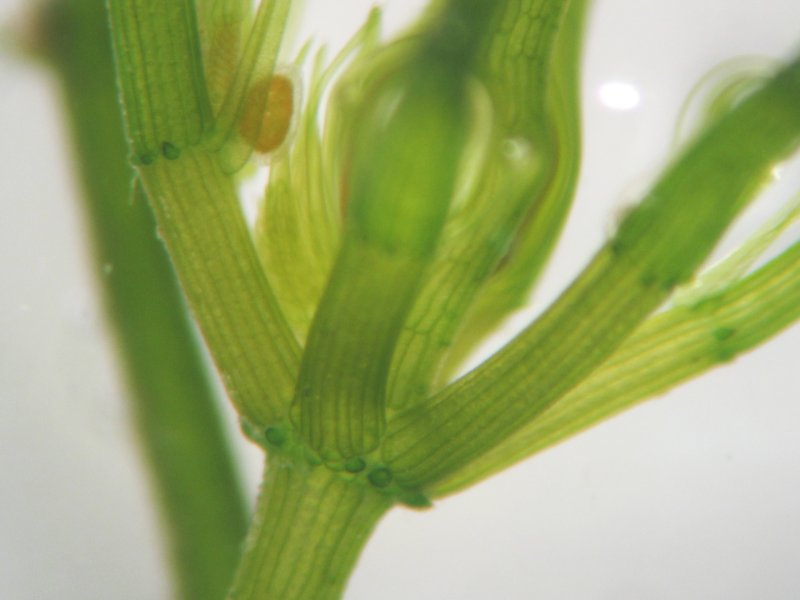
Triplostiche Berindung

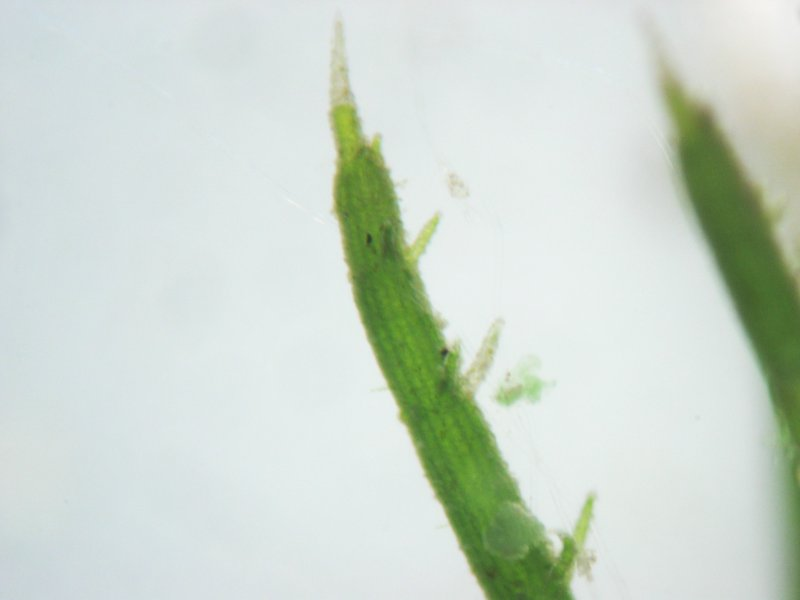
2- bis 3-zellige Astspitze

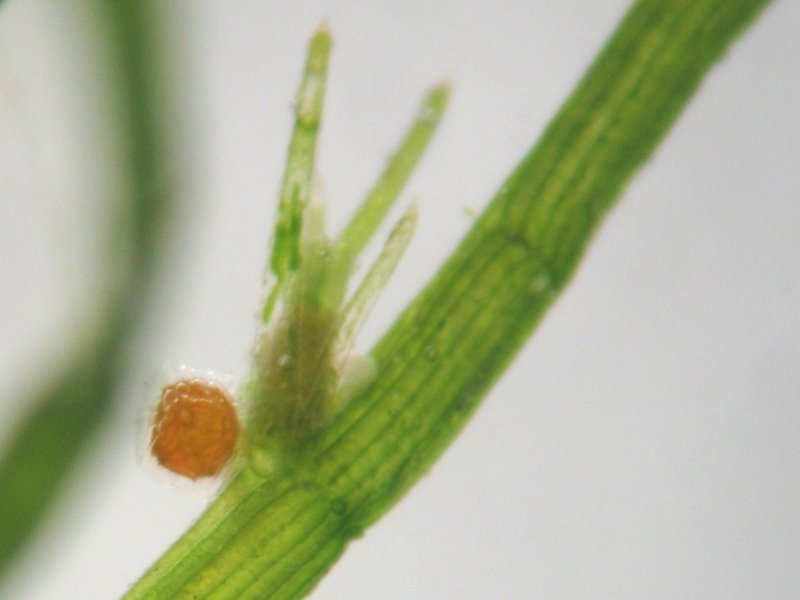
Oogon

## Erkennungsmerkmale
Die Feine Armleuchteralge bildet einen 6–20 cm langen Thallus. Die Hauptsprosse können einen Durchmesser von 0,6 mm erreichen und sind vom Grunde an verzweigt. Häufig erscheinen die Sprosse rau und sind inkrustiert. Sowohl die Internodien, die viel kürzer oder zum Teil länger als die Ästchen sein können, als auch die Radien (gegliederte Seitensprosse) sind bestachelt. Die Sprosse weisen dreimal so viele Rindenfäden wie Radien auf und sind daher triplostich, wobei die Mittelreihen oft deutlich hervortreten können. Die zweireihigen Stacheln (Stipulare) sind fein und sind meist zerstreut angeordnet. Sie sind kurz und warzenförmig und sitzen auf den Rindenkanten. Die Äste stehen zu 7 oder zu 8 im Quirl, wovon meist nur 5 bis 7 berindet sind und ein zwei- bis dreizelliges kurzes, rindenloses Endglied aufweisen. An den Ausläufern befinden sich oft kleine Knöllchen.
Die Gametangien werden vom Sommer bis zum Herbst gebildet und stehen zu zwei oder drei Paaren an den berindeten Astknoten. Das Oogon wird von den vorderen fertilen Blättchen überragt, die hinteren Blättchen an den sterilen Knoten sind kürzer. Das Oogon weist 13 bis 15 Windungen auf und ist etwa 0,9 mm hoch und 0,8 mm breit. Es besitzt ein etwa 0,15 mm langes Krönchen an der Spitze. Die schwarze Oospore ist nur 0,7 mm lang, 0,5 mm breit und weist 11 bis 13 Rippen auf. Das Antheridium besitzt einen Durchmesser von etwa 0,45 mm. Alle Zellen besitzen 24 Chromosomen.